# Ягодки-вспоминашки
«Ягодки-вспоминашки» — первый эпизод двадцатого сезона мультсериала «Южный парк».

## Сюжет
В спортзале начальной школы «Южного Парка» проводится соревнование по волейболу среди девочек. На него собралось много зрителей, но большинство из них пришли только для того, чтобы посмотреть, сколько игроков сядут во время исполнения гимна в знак протеста против троллинга женоненавистника на интернет-форуме начальной школы. Правительство США решает, что гимн страны устарел, и просит Джей Джей Абрамса выпустить новую версию гимна.
Домой к Рэнди приходит социолог с целью узнать, за кого он отдаст голос на выборах. Рэнди отвечает, что вся его семья поддерживает «сэндвич с дерьмом». Но, узнав, что «гигантская клизма» на первом месте, Рэнди начинает возмущаться. Друзья Рэнди предлагают ему успокоится и съесть ягоду «помянику» — небольшие фиолетовые ягоды, которые произносят ностальгические фразы. Они расслабляют Рэнди до тех пор, пока не начинают принижать меньшинства.
Президентская кампания Мистера Гаррисона набирает обороты, и Гаррисон начинает понимать, что он не сможет выполнить все свои нелепые предвыборные обещания. Понимая, что в случае победы на выборах он останется идиотом, он пытается обеспечить победу своего соперника Хиллари Клинтон, но не может придумать как. Позже Мистер Гаррисон узнаёт, что на футбольном матче прозвучит обновлённый гимн, и решает отправиться на этот матч и во время звучания гимна присесть на своё место, что должно понизить его в рейтинге. Однако его планы срываются, потому что во время звучания обновлённого гимна теперь можно стоять, сидеть или стоять на коленях.
Кайл подозревает, что троллинг на форуме школы устраивает именно Картман, но не может этого доказать. Картман отрицает свою причастность к троллингу. В конце эпизода становится понятно, что этот троллинг устраивает отец Кайла, но никто этого ещё не знает.

## Приём
Эпизод получил сдержанные отзывы. Издание IGN поставило серии 6.2 из 10. В The A.V. Club был оценен в «B+». От Den of Geek серия получила только 2.5 звезды из 5.